# Aconitum tanguticum
Aconitum tanguticum är en ranunkelväxtart som först beskrevs av Carl Maximowicz, och fick sitt nu gällande namn av Otto Stapf. Aconitum tanguticum ingår i släktet stormhattar, och familjen ranunkelväxter. Utöver nominatformen finns också underarten A. t. trichocarpum.